# 宛陵群英集
宛陵群英集，元朝汪澤民、張師愚作品。本書輯錄上自宋初下至元代錄宛陵（今安徽宣城）古今體詩一千三百九十三首。後來本書失佚，清初四庫館臣自《永樂大典》輯出，得詩七百四十六首，作者一百二十九人，釐為十二卷。其中有王圭等七十餘人，載於《宣城舊志·文苑傳》，其遺篇往往得見。

## 作者简介
汪泽民，字叔志，元朝徽州路婺源州人。
延祐初年，以《春秋》中乡贡。延祐五年，登进士。